# Гао Кэгун

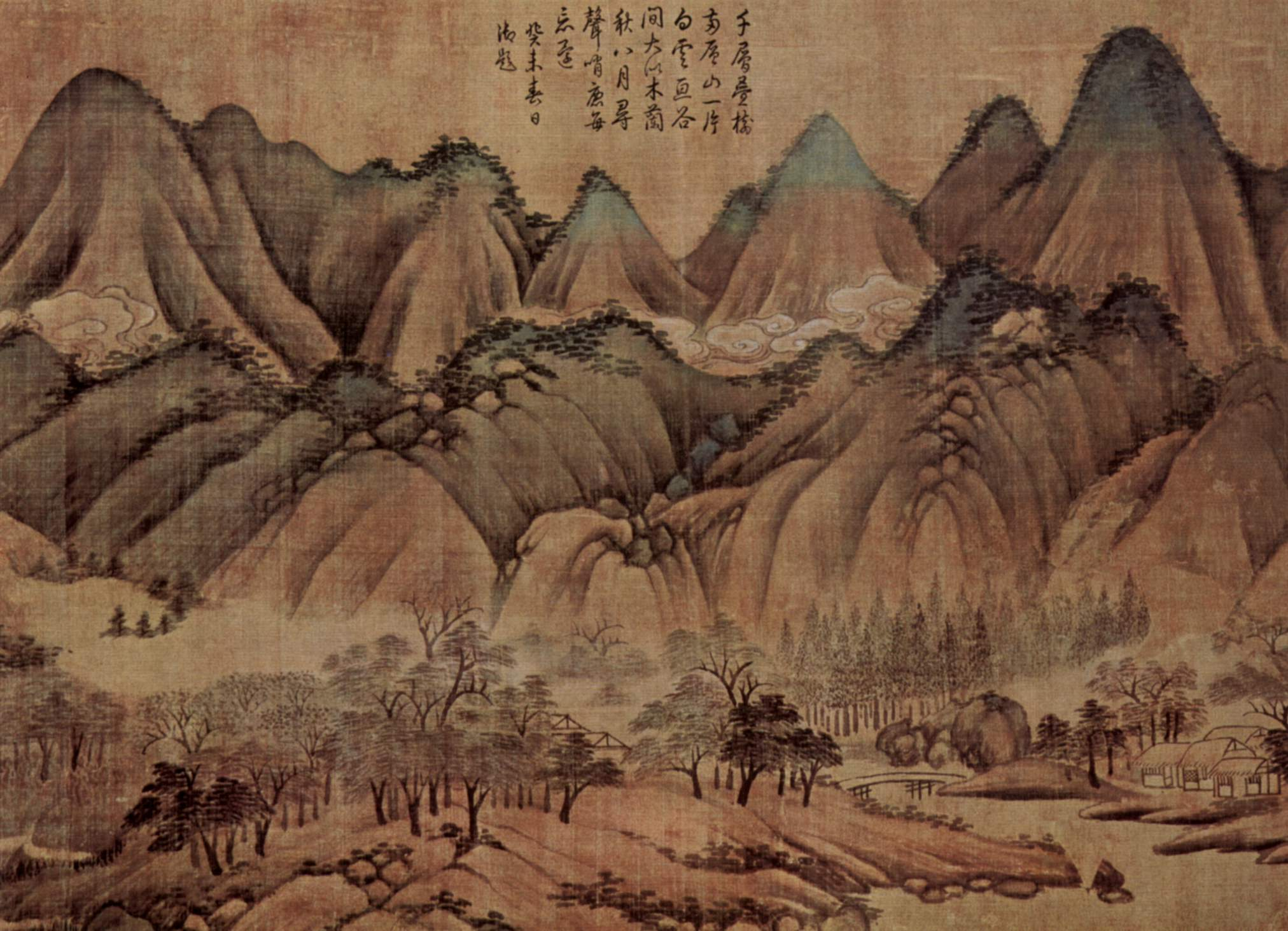
Гао Кэгун. Холмы, растущие до зелёных и белых облаков. Музей императорского дворца

Гао Кэгун (1248—1310) — китайский художник времён династии Юань.
Происходил из клана уйгуров с северо-востока страны. После установления власти Юань он был приглашён на государственную службу, на которой сделал успешную карьеру, дослужившись до звания гун, а впоследствии заняв должность начальника Департамента наказаний. Известен тесными связями с чиновниками-китайцами юаньского двора. В 1299 году стал членом восстановленной Академии Ханьлинь. Умер в Даду.
Перу Гао Кэгуна принадлежат работы в жанрах шань-шуй (山水, «живопись и изображение гор и вод») и мо-чжу (墨竹, «бамбук, нарисованный тушью»), при этом его пейзажная живопись отличается бо́льшим стилистическим разнообразием, нежели композиции с изображением бамбука.

## Интересный факт
В честь Гао Кэгуна, именуемого иногда также Као Ко Кунг или Као Ко Кун,  получил имя заглавный герой популярной серии детективных романов «Кот, который…» американской писательницы Лилиан Джексон Браун — необычайно проницательный сиамский кот по кличке Као Ко Кун (сокращённо Коко), способный раскрыть любое, даже самое изощрённое преступление. В первой книге серии — «Кот, который читал справа налево» (1966) — «критик по искусству Маунтклеменс» (первый владелец уникального  животного) сообщает, что его кот «назван в честь художника тринадцатого века», поскольку «и сам обладает достоинством и изяществом китайского художника».